# Lepanthes acarina
Lepanthes acarina är en orkidéart som beskrevs av Carlyle August Luer. Lepanthes acarina ingår i släktet Lepanthes och familjen orkidéer. Inga underarter finns listade i Catalogue of Life.